# 祥明大学校
祥明大学校（サンミョンだいがっこう、英称: Sangmyung University）は、ソウル市鍾路区弘智洞7に本部を置く大韓民国の私立大学である。1965年に設置された。大学の略称はSMU。

## 歴史
祥明大学校は1937年に裵祥明によって建てられた祥明高等技芸学園が始まりである。1965年3月、祥明高等技芸学園を母体として祥明女子師範大学が開校する。初代学長は裵祥明が就任する。翌1966年には附属高校、中学校、国民学校を開校していく。1983年、祥明女子師範大学は祥明女子大学に改名、1986年には総合大学に昇格し、祥明女子大学校となる。また、1985年に天安キャンパスが開設された。
1996年、祥明女子大学校は男女共学となり、名称も祥明大学校に改名される。

## その他
法律上、祥明大学校の両キャンパスは同じ学校法人が設立した全く異なる2つの大学で、天安キャンパスはソウルキャンパスの分校であったが、2017年、韓国の教育庁により二元化キャンパスと認定され、現在大学の学科構造や行政も統廃合しつつある。入試難易度は専攻に寄るが、多少差がある。

## 組織

### 学部
ソウルキャンパス
- 人文社会科学大学
  - 人文コンテンツ学部（歴史コンテンツ専攻　知識財産権専攻　文献情報学専攻）
  - 空間環境学部
  - 公共人材学部　　
  - 家族福祉学科
  - 国家安保学科
- 師範大学
  - 国語教育科　英語教育科　教育学科　数学教育科
- 経営大学
  - 経済金融学部
  - 経営学部
  - グローバル経営学科
  - 融合経営学科
- 融合工科大学
  - ソフトウェア融合学部（ヒューマン知能情報工学専攻　コンピュータ科学専攻　ゲーム専攻　アニメーション専攻　韓日文化コンテンツ専攻）
  - 電気電子工学部（電気工学専攻　融合電子工学専攻）
  - 生命科学工学部（生命工学専攻　化学エネルギー工学専攻　化学新素材専攻）
- 文化芸術大学
  - 外食衣料学部（食品栄養学専攻　衣料学専攻）
  - スポーツ舞踊学部（スポーツ健康管理専攻　舞踊芸術専攻）
  - 美術学部（造形芸術専攻　生活芸術専攻）
  - 音楽学部

天安キャンパス
- グローバル人文学部大学
  - グローバル地域学部（韓国言語文学専攻　日本語圏地域学専攻　中国語圏地域学専攻　英語圏地域学専攻　フランス語圏地域学専攻　ドイツ語圏地域学専攻　ロシア語圏地域学専攻
- デザイン大学
  - デザイン学部（コミュニケーションデザイン専攻　ファッションデザイン専攻　繊維デザイン専攻　空間デザイン専攻　セラミックデザイン専攻　産業デザイン専攻）
- 芸術大学
  - 写真映像メディア専攻　映画映像専攻　演劇専攻　舞台美術専攻　舞台衣装専攻　舞台照明音響専攻　デジタルマンガ映像専攻　デジタルコンテンツ専攻　文化芸術経営専攻
- 複合技術大学
  - グローバル金融経営専攻
  - 植物食品工学科　
  - 環境造景学科　
  - 看護学科　
  - スポーツ融合学部（スポーツ経営専攻　社会体育専攻）
- 工科大学
  - 電子工学科　スマート情報通信工学科　ソフトウェア学科　情報保安工学科　システム半導体工学科　ヒューマン知能ロボット工学科　経営工学科　建設システム工学科　グリーン化学工学科

### 大学院
- 大学院(一般)
  - 人文社会系列
    - 国語国文学科　韓国学科　教育学科　地理学科　文献情報学科　行政学科　経済学科　経営学科　国際通商学科　家族福祉学科　著作権保護学科　不動産学科　グローバル文化コンテンツ学科　国家安保学科　ウェルスマネジメント学科　グローバル金融経営学科（天安キャンパス）

  - 自然科学系列
    - 化学科　生命科学科　コンピュータ科学学科　外食栄養学科　グローバル生活環境学科　ゲーム学科

  - 工学系列
    - 加工新素材学科　感性工学科　エネルギーグリッド工学科　データサイエンス学科　スポーツICT融合学科　知能情報工学科

  - 芸術体育系列
    - 造形芸術学科　生活芸術学科　音楽学科　ニューメディア音楽学科　体育学科　舞踊学科　デジタルイメージ学科　工芸芸術経営学科　ミュージックテクノロジー学科
- 教育大学院
  - 相談心理学科　国語教育学科　英語教育学科　日本語教育学科　中国語教育学科　数学教育学科　歴史教育学科　司書教育学科　体育教育学科　美術教育学科　音楽教育学科　外国語としての韓国語教育学科　栄養教育学科
- 相談大学院　　
  - 児童・青少年’相談学科　家族相談・治療学科
- 文化技術大学院
  - 公演芸術経営学科　ミュージックテクノロジー学科
- 芸術デザイン大学院
- 経営大学院
  - ウェルスマネージメント学科　グローバル不動産学科　保険サービス経営学科　祥明MBA フィトネスMBA